# 南塭仔
南塭仔，又稱蜈蚣仔或離塭仔，為台灣澎湖縣望安鄉的一個島嶼。島嶼位置在望安鄉東嶼坪嶼西南方約3公里的海上。。島嶼面積約0.25公頃，由火山碎屑岩所構成，地勢平坦，最高點約2.8公尺。
南塭仔並未被列入的2005年澎湖縣島嶼數量研究案中的90島中，但其明顯達到國際海洋公約對於島嶼的標準（四面環水並在高潮時高於水面的自然形成的陸地區域）。該島亦被列入澎湖南方四島國家公園九座附屬島嶼之中。